# Schwarzenbach (Oberpfalz)
 For alternative betydninger, se Schwarzenbach. (Se også artikler, som begynder med Schwarzenbach)
Schwarzenbach er en kommune i Landkreis Neustadt an der Waldnaab i Regierungsbezirk Oberpfalz i den tyske delstat Bayern. Den er en del af Verwaltungsgemeinschaft Pressath.

## Geografi
Schwarzenbach ligger i Region Oberpfalz-Nord og består ud over Schwarzenbach, af landsbyerne Pechhof, Parkstein-Hütten, Schmierhütte, Walbenhof, Manteler Forst og Fischhaus.

## Historie
Schwarzenbach hørte under Rentamt Amberg og Landgericht Waldeck i Kurfyrstedømmet Bayern.